# Bartholomäus Strobel

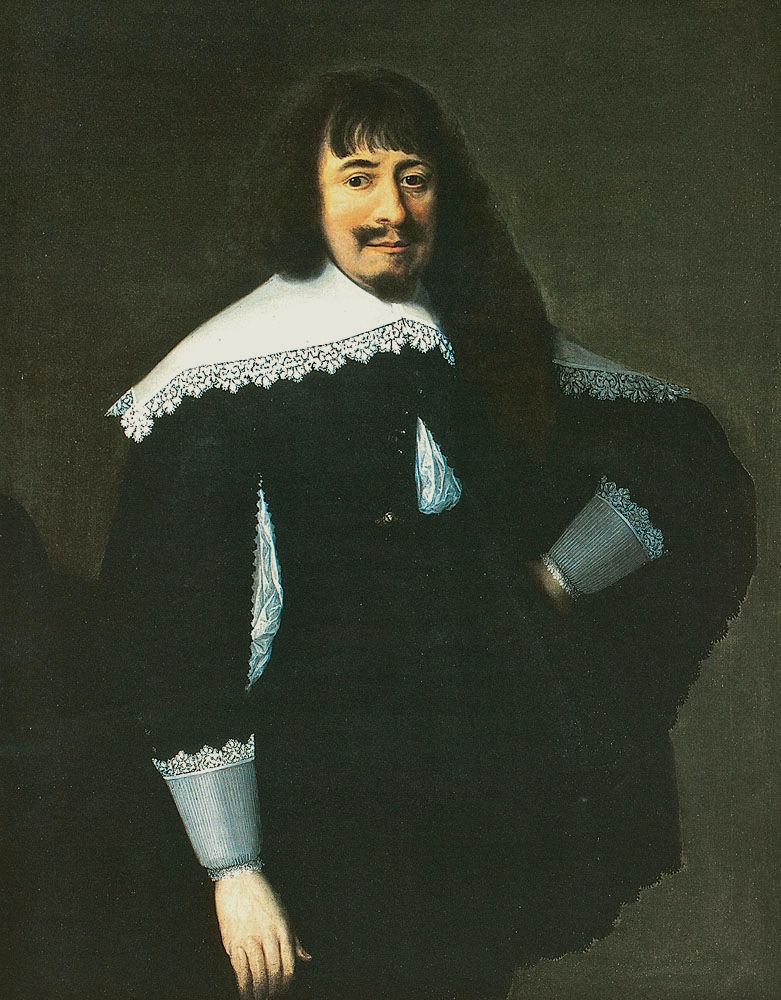
Martin Opitz, 1636/37

Bartholomäus Strobel (der Jüngere; tschechisch Bartoloměj Strobel; polnisch Bartłomiej Strobel; getauft am 11. April 1591 in Breslau, Fürstentum Breslau; † nach 1648) war ein deutscher Maler aus Schlesien, der in Breslau, Prag und Polen-Litauen wirkte.

## Leben

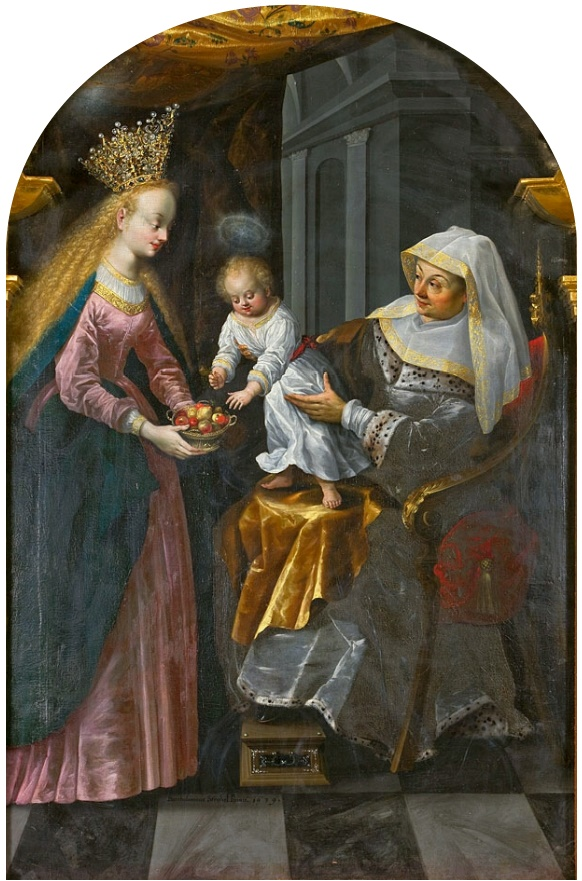
Maria mit Kind und Mutter Anna Anna selbdritt

Sein Großvater Simon Strobel stammte aus der Freien Bergstadt Schneeberg im Kurfürstentum Sachsen, der Vater Bartholomäus Strobel d. Ä. († 1616) war Maler in Breslau, die Mutter Tabitha († 1636) war eine Tochter des Malers Andreas Ruhl/Riel d. Ä. und Schwester von Andreas Riehl d. J.
Bartholomäus Strobel ist erstmals für das Jahr 1602 belegt. Damals war er Lehrling in der Breslauer Werkstatt seines Vaters. 1610 hielt er sich Prag auf, 1611 half er seinem Vater bei Arbeiten in der Breslauer Augustinerkirche. 1618 soll er eine Reise nach Danzig unternommen haben.
In Breslau erwarb er sich Ansehen und auch einen gewissen Wohlstand. Zu seinen Gönnern und Förderern gehörten der Breslauer Fürstbischof Karl von Habsburg, der ihn zum Hofmaler ernannte, die deutschen Kaiser Matthias, der ihm einen „Freibrief für Malkunst im Königreich Böhmen“ ausstellte, und Ferdinand II., der den Freibrief im April 1624 erneuerte; außerdem der sächsische Kurfürst Johann Georg I. und der polnische König Sigismund III. Wasa, den er 1624 porträtierte und der ihn 1639 zu seinem Hofmaler ernannte.
Zu Strobels Freunden gehörte seit 1627 Martin Opitz, der damals im Dienst des Breslauer Burggrafen Karl Hannibal von Dohna stand. Wegen der Auswirkungen des Dreißigjährigen Krieges und der Rekatholisierungspolitik der Habsburger, die seit 1526 in ihrer Eigenschaft als Könige von Böhmen auch Landesherren von Schlesien waren, folgte Opitz 1634 und Strobel 1635 dem Herzog Johann Christian ins Exil nach Polen. Opitz erhielt schon bald eine Sekretärsstelle beim königlich preußischen Woiwoden Gerhard von Dönnhof, der die damaligen Verhältnisse in Schlesien gut kannte, weil seine Frau, Sibylle Margarethe von Brieg, eine Schwester des Herzogs Johann Christian war. Es ist wahrscheinlich, dass Dönhoff auch Strobel, der wechselnd in Danzig, Thorn und Elbing lebte und wirkte, in den nächsten Jahren Aufträge vermittelte. 1635 führte Strobel vermutlich Aufträge in der Kathedrale von Vilnius in Vilnius aus. 1636 war er zur Beerdigung seiner Mutter in Breslau, kehrte aber danach nach Königlich Preußen zurück. 1643 konvertierte Strobel vom lutherischen zum katholischen Bekenntnis in der Jesuitenkirche in Thorn.
Letztmals erwähnt wurde Strobel 1647 in Thorn. Möglicherweise kehrte er nach dem Ende des Dreißigjährigen Krieges in seine Heimatstadt Breslau zurück. Sein Sterbetag und Bestattungsort sind nicht bekannt.

## Werke (Auswahl)

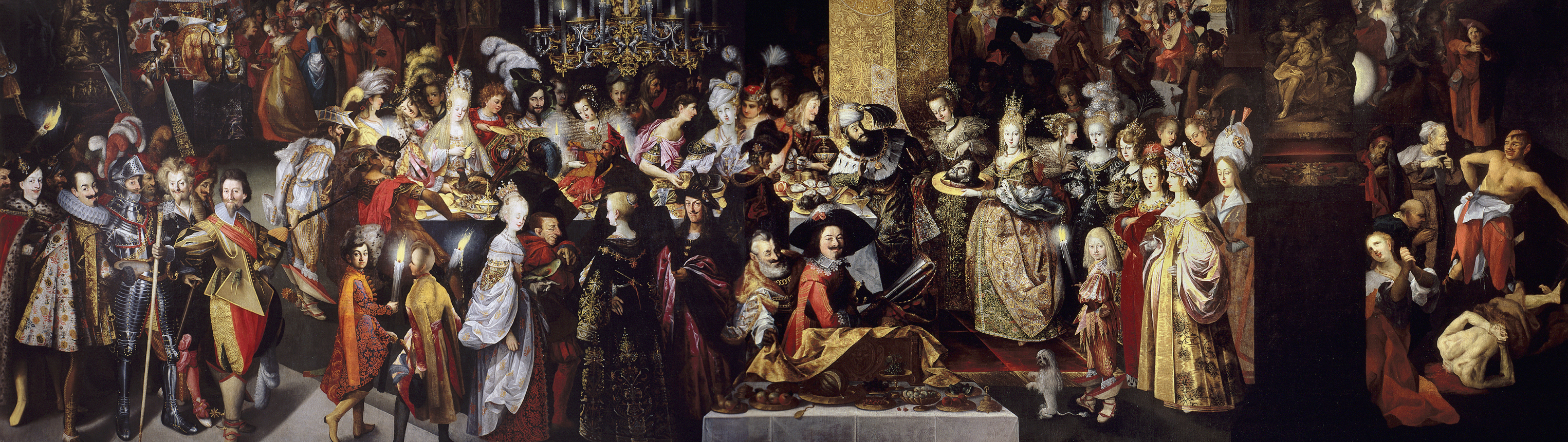
Das Fest des Herodes und der Kopf Johannes’ des Täufers, um 1642

Bartholomäus Strobel schuf zahlreiche Gemälde, vor allem Altargemälde und Porträts. Seine Auftraggeber waren hauptsächlich weltliche und geistliche Persönlichkeiten. Sein bekanntestes Werk ist das Gemälde Das Festmahl des Herodes und die Enthauptung Johannes’ des Täufers. Es ist 9,52 Meter lang und entstand wahrscheinlich in den Jahren 1640–1642 in Elbing unter dem Schutz des Reichsgrafen Gerhard von Dönhoff. Auftraggeber soll der 1640 verstorbene Breslauer Domherr Nikolaus von Troilo gewesen sein. Später gelangte das Gemälde in das Museum Prado in Madrid. Erst 1970 gelang es dem tschechischen Kunsthistoriker Jaromír Neumann, das Gemälde überzeugend dem Maler Bartholomäus Strobel zuzuschreiben.
Zu seinen weiteren Werken gehören:
- Steinigung des hl. Stephan (1616–1618), vermutlich im Auftrag des Adelsgeschlechts Ostroróg, Nationalmuseum (Posen)
- Porträt des Breslauer Domherrn Friedrich Bergh († 1641)[1]
- Porträt Prinz Władysław Wasa (1624), verschollen
- Porträt des Freiherren Johann von Vogten (1628)[2][3], Stadtrat in Breslau, Galeria Sztuki Śląskiej, Brieg
- Allegorie des Sieges der Kunst über den Krieg (1626), Zeichnung, (verschollen, vormals Schlesisches Museum für Kunstgewerbe und Altertümer, Breslau)[4]
- König David und Batseba (1630, gemalt im Auftrag des Breslauer Domherrn Philipp Jakob von Jerin), Státní zámek, Mnichovo Hradiště, Tschechien
- Porträt des dänischen Prinzen Ulrich, der mit kaiserlichen Truppen im Dreißigjährigen Krieg Breslau erobert hatte. (1632, verschollen)
- Anbetung des gekreuzigten Christus durch zwei Benediktinerinnen (um  1634), St.-Jakobus-Kirche, Toruń
  - Maria mit dem Kind und dem hl. Stanislaus Kostka (1634–35), Kathedrale St. Johannes, Toruń
- Maria Rosenkranz mit den hll. Dominikus und Nikolaus (1634–35), St.-Hedwigs-Kirche, Grodzisk Wielkopolski (Grätz)
- Auferstehung Christi (1635), Kirche Maria Rosenkranz, Koźliny bei Danzig
- Porträt Władysław Dominik Zasławski (1635), Palastmuseum Wilanów, Wilanów
- Porträt Jerzy Ossoliński (um 1635)
- Porträt Janusz Radziwiłł (um 1635)
- Allegorie des Schicksals der freien Künste in der Zeit des Krieges (1636), Zeichnung im Stammbuch des Heinrich von Böhme aus Namslau; heute in der Handschriftenabteilung der Biblioteka Kórnicka (PAN) in Kórnik
- Daniel und König Kyrus vor dem Götzen Baal (1636/37, vermutlich im Auftrag des Reichsgrafen Gerhard Dönhoff), Nationalmuseum Warschau
- Porträt Martin Opitz (1636–37), Bibliothek der Akademie der Wissenschaften (Biblioteka Gdańska PAN), Danzig
- Anna selbdritt (1639), Kathedrale der hll. Mariä Himmelfahrt und Andreas, Frombork (Frauenburg)
  - Hll. Margaretha, Barbara, Katharina von Siena und Maria Magdalena (1639), wie vor
  - Hl. Andreas (1639), wie vor
- Mariä Himmelfahrt (1639), Kathedrale Mariä Himmelfahrt, Włocławek (Leslau)
  - Krönung Mariens (1639), wie vor
- Enthaupteter hl. Jakobus (1640), Kathedrale Mariä Himmelfahrt, Pelplin
  - Hl. Jakobus als Bezwinger der Mauren bei Clavijo (1640), ebenda
  - Christus mit den Söhnen des Zebedäus (1640), ebenda
- Himmelfahrt und Krönung Mariens mit den Aposteln am Grab (1641), St.-Hedwigs-Kirche, Pępowo
- Altargemälde in der Maria-Geburt-Kirche (1641), Goszcz
- Krönung Mariens mit den hll. Lukas und Nikolaus (1643), St-Anna-Kirche, Radzyń Chełmiński
- Porträt Nikolaus Hübner, Stadtrat von Alt Thorn[5],  (1644), Muzeum Okręgowe, Toruń
- Das Gastmahl des Herodes (Jahr unbekannt), Alte Pinakothek, München[6]